# Augustyn Roscelli
Augustyn Roscelli, wł. Agostino Roscelli (ur. 27 lipca 1818 w Casarza Ligure, zm. 7 maja 1902 w Genui) – święty katolicki, włoski ksiądz, spowiednik, założyciel Zgromadzenia Sióstr Niepokalanego Poczęcia Najświętszej Marii Panny.

## Życiorys
Urodził się w ubogiej rodzinie i pierwsze nauki pobierał od proboszcza ks. Andrea Garibaldiego. W 1835 roku wstąpił do seminarium w Genui, a święcenia kapłańskie przyjął w z rąk kardynała Placido Maria Tadiniego 19 września 1846 roku.
Pracę podjął w San Martino d'Albaro, a od 1858 w Instytucie Artigianelli rozpoczął współpracę z ks. Francesco Montebruno. Swoje powołanie realizował jako spowiednik, a poznając życie ówczesnego marginesu społecznego postanowił podjąć działania mające na celu stworzenie perspektyw dla godnego życia ludzi odtrąconych. Początkowo dzięki współpracy z wolontariuszkami prowadził schronisko, które za zachętą papieża Piusa IX 15 października 1876 roku zostało przekształcone w Zgromadzenie Sióstr Niepokalanego Poczęcia Najświętszej Marii Panny.
Jego kult potwierdził papież Jan Paweł II dokonując beatyfikacji 7 maja 1995 roku, a 10 czerwca 2001 roku kanonizując świętego Augustyna Roscelli.
Jego wspomnienie obchodzone jest 7 maja.